# Nezavisne novine
Nezavisne novine или Независне новине (с босн. — «Независимые новости») — ежедневная газета Боснии и Герцеговины с центром в Баня-Луке, распространяемая на территории всей страны.

## История
Датой основания газеты является 27 декабря 1995 года, когда в Баня-Луке в киосках появился первый выпуск этой газеты и уже вступило в силу Дейтонское соглашение. Основателем газеты был журналист Желько Копаня, который стремился с помощью газеты восстановить и укрепить отношения между православными сербами, хорватами-католиками и местными славянами-мусульманами. Отчасти финансирование газеты осуществлялось американским агентством USAID: утверждается, что западные и международные организации были заинтересованы в том, чтобы в Боснии выходила газета, способная противостоять националистической риторике другой газеты Глас Српске.
Первым директором газеты был Горан Додик, брат будущего премьер-министра и президента Республики Сербской Милорада Додика: Изначальный тираж газеты Nezavisne novine составлял 4 тысячи экземпляров, но затем вырос до 18 тысяч за последующие пять лет. В 1997 году при участии Желько Копаня была основана радиостанция Нес радио, а в 2002 году у газеты Nezavisne novine открылась собственная типография. С подачи Копани в газете также стали ежегодно проводить голосование в номинациях «Личность года» (серб. Личност године) и «Лучший спортсмен БиГ» (серб. Најбољи спортиста БиХ). Гостями церемонии премии «Личность года» по традиции были высокопоставленные лица Боснии и Герцеговины.
В феврале 2006 года в Баня-Луке прошли мероприятия по случаю 10-летия газеты, на которых присутствовали сам Копаня, посол США Дуглас Макэлхенни, председатель Совета министров БиГ Аднан Терзич, председатель Социал-демократической партии БиГ Златко Лагумджия и многие другие. В том же году, по словам магистра Центрально-Европейского университета Будапешта Стелы Неновой, газета сменила редакционную политику уже в сторону националистического уклона, выразив поддержку Милораду Додику, который стал премьер-министром. Со 2 января 2014 года главным редактором газеты стала Гордана Милинкович, сменившая Борьяну Радманович-Петрович, которая в свою очередь заняла должность главного редактора Глас Српске. В том же году её сменила Сандра Гойкович-Арбутина.

## Покушение на главного редактора
По словам Желько Копаня, прозвучавшим в 2006 году на церемонии 10-летия газеты, сотрудников газеты и журналистов нередко избивали после публикации скандальных и резонансных материалов, а в их адрес поступали угрозы от разных личностей. В августе 1999 года газета опубликовала резонансное сообщение, в котором утверждалось о причастности полиции Республики Сербской к гибели 200 мусульман в 1992 году: это было первое сообщение газеты из Республики Сербской, в котором сообщалось о причастности сербов к гибели гражданских лиц иной национальности во время Югославских войн. При этом Копаня категорически отверг заявления о том, что он попытался тем самым повесить на сербов бремя «геноцидного или преступного народа». В свою защиту он сказал, что преступниками являются не нации, а отдельные личности, и потребовал не подписывать его именем какие-либо призывы признавать какие-либо военные преступления. Несмотря на это заявление, в его адрес стали поступать угрозы. 22 октября 1999 года, когда он пытался завести личный автомобиль, под ним взорвалась заложенная в машину бомба. Копаню доставили в госпиталь: ему пришлось ампутировать обе ноги.
Благодаря помощи международным организациям Копаню удалось позже вывезти на лечение в Австрию и собрать средства на протезы. Все журналисты Боснии и Герцеговины вне зависимости от национальности (сербы, хорваты или бошняки) были шокированы фактом покушения и единогласно потребовали привлечь к уголовной ответственности организаторов и преступников. Установить исполнителей покушения так и не удалось, хотя сам Копаня подозревал, что это могли сделать сербские спецслужбы, возмущённые публикациями: той же точки зрения придерживались и в ФБР, где провели собственное расследование. Сам Копаня сказал, что если полиции не удастся вычислить организаторов покушения, то многим придётся задаться вопросом о том, кто станет следующим объектом: издание Alternativna Informativna Mreža предполагало, что покушение на Копаню могло быть связано с гибелью военачальника ВС Республики Сербской и руководителя МВД республики Любиши Савича. Сам Копаня продолжал работу в газете Nezavisne novine и после покушения вплоть до своей смерти в 2016 году.